# Pseudococcus eucalypticus
Pseudococcus eucalypticus är en insektsart som beskrevs av Williams 1985. Pseudococcus eucalypticus ingår i släktet Pseudococcus och familjen ullsköldlöss. Inga underarter finns listade i Catalogue of Life.